# Granicznik (Bażanówka)
Granicznik – część wsi Bażanówka, położony w Polsce, w województwie podkarpackim, w powiecie sanockim, w gminie Zarszyn.
W latach 1975–1998 miejscowość administracyjnie należała do województwa krośnieńskiego.